# Ricardo Goulart
Ricardo Goulart Pereira, genannt Ricardo Goulart, (* 5. Juni 1991 in São José dos Campos) ist ein ehemaliger brasilianischer Fußballspieler.

## Karriere
Ricardo Goulart startete seine Karriere in der Jugendmannschaft des EC Santo André und entwickelte sich dort zu einem Hoffnungsträger für die Zukunft. Mit seinen guten Leistungen zog er schnell das Interesse der großen Vereine auf sich. 2012 erwarb er die Transferrechte an seiner eigenen Person von der Banco BMG.

### Verein
Seinen Durchbruch hatte der Spieler in der Saison 2012. Hier erzielte er in verschiedenen Wettbewerben bei 55 Pflichtspielen 21 Tore. Aufgrund seiner Leistungen erhielt Ricardo Goulart Angebote vom Cruzeiro EC und FC São Paulo und auch von Atlético Mineiro. Der Trainer Cuca sagte über ihn, „seiner Meinung nach war Ricardo Goulart der beste Spieler in der Serie B in 2012.“ Mit Abschluss der Saison 2012 starteten die Vertragsverhandlungen. Am 4. Januar 2013 gab der Präsident von Cruzeiro Gilvan de Pinho Tavares der Presse Einstellung von Ricardo Goulart bekannt.
Mit des Wechsels von Diego Souza in die Ukraine zu Metalist Charkiw, übernahm Goulart bald die Verantwortung in der Offensive und fand in Éverton Ribeiro einen idealen Spielpartner. Die beiden führten zusammen den Verein zu seinem dritten Titel in der brasilianischen Meisterschaft.
Anfang 2015 wurde bekannt, dass Goulart für ca. 15 Millionen Euro zu Guangzhou Evergrande wechseln wird und für vier Jahre unterschrieben hat. Ende Februar 2016 verlängerte der Klub seinen Vertrag vorzeitig bis Ende 2020. Im April 2016 wurde bekannt, dass der Cruzeiro EC mit Goulart und Evergrande über eine Rückkehr verhandelt. Es konnte aber keine Einigung mit Evergrande erzielt werden. Zwei Jahre später, im Juni 2018, wurde das erneute Interesse Cruzeiros an Goulart bekannt. Der Klub stand in Erwartung des Transfers von Giorgian De Arrascaeta nach Europa. Dieser hätte eine Transfersumme von 20 Millionen Euro generiert. Da Cruzeiro 25 % an den Transferrechten hielt, ging der Klub von einer Einnahme von mindestens fünf Millionen Euro aus. Dieses entsprach der Hälfte der Summe, welche der Transfer von Goulart nach Brasilien gekostet hätte. Im Januar 2019 wurde dann seine Leihe an die SE Palmeiras bis Jahresende bekannt gegeben. Bei dem Klub kam er nur auf wenige Einsätze, neben acht Spielen in der Staatsmeisterschaft von São Paulo (drei Tore), noch eines in der Série A 2019 und drei in der Copa Libertadores 2020 (ein Tor).
Nachdem Goulart 2020 zu Evergrande zurückgekehrt war, kam er zu keinen Einsätzen für den Klub mehr und stimmte daher im Juli des Jahres einer Leihe an den Ligakonkurrenten Hebei China Fortune zu. Zur Saison 2022 kehrte Goulart in seine Heimat zurück. Hier unterzeichnete er einen neuen Kontrakt beim FC Santos. Der Vertrag erhielt eine Laufzeit über zwei Jahre. Im August des Jahres verließ Goulart den Klub wieder und schloss sich dem EC Bahia, mit welchem er in dem Jahr noch in der Série B 2022 antreten sollte. Aufgrund seines Wechsels der Staatsangehörigkeit 2019, musste der Klub ihn als ausländischen Spieler registrieren lassen. In der Meisterschaft erreichte er mit dem Klub den dritten Platz und den Aufstieg in die Série A 2023. Goulart bestritt dabei 16 Spiele (zwei Tore).
Nach Abschluss der Spiele um die Staatsmeisterschaft von Bahia, welche der Klub gewann, verkündete der Spieler seinen Rücktritt vom aktiven Profisport.

### Nationalmannschaft
Nach der für Brasilien enttäuschenden Heim-WM 2014 sollte der neue Nationaltrainer Dunga ein neues Team aufbauen. Neben SSC-Neapel-Torwart Rafael Cabral, Verteidiger Gil von Corinthians Sao Paulo und Cruzeiro-Vereinskamerad Éverton Ribeiro (Mittelfeld) wurde Goulart im August 2014 erstmals für zwei Spiele der brasilianischen Nationalmannschaft nominiert. Nachdem er gegen Kolumbien nicht zum Einsatz gekommen war, feierte er am 9. September 2014 beim 1:0-Sieg gegen Ecuador sein Debüt. Dies war gleichzeitig sein bislang einziges Spiel für die Seleção.

## Erfolge
Internacional
- Staatsmeisterschaft von Rio Grande do Sul: 2011
- Recopa Sudamericana: 2011

Goiás
- Staatsmeisterschaft von Goiás: 2012
- Campeonato Brasileiro de Futebol – Série B: 2012

Cruzeiro
- Brasilianischer Meister: 2013, 2014
- Staatsmeisterschaft von Minas Gerais: 2014

Guangzhou Evergrande
- Chinesischer Meister: 2015, 2016, 2017
- AFC Champions League: 2015
- Chinesischer Pokalsieger: 2016
- Chinesischer Supercup: 2016, 2017

Bahia
- Staatsmeisterschaft von Bahia: 2023

## Auszeichnungen
- Bola de Ouro: 2014
- Chinese Association Footballer of the Year: 2015, 2016
  - Chinese Super League Team of the Year: 2015, 2016, 2017
  - Chinese Super League Torschützenkönig: 2016
- Asiens Ausländischer Fußballer des Jahres: 2015
- Torschützenkönig der AFC Champions League 2015[13]

## Trivia
Vitor Gomes Pereira, der Vater von Ricardo Goulart, war in den 1980er Jahren als Mittelfeldspieler für den São José EC aktiv. Sein älterer Bruder Juninho spielte hauptsächlich für LA Galaxy.
Im Juli 2020 erhielt Goulart die chinesische Staatsbürgerschaft. Das chinesische Recht erlaubte keine Doppelstaatsbürgerschaft. Deshalb musste er seine brasilianische Staatsangehörigkeit aufgeben und einen neuen chinesischen Namen wählen. Der Goulart hieß damals 高拉特, im lateinischen Alphabet „Gao Late“ oder „Gāo lā tè“.